# José Augusto Guedes Teixeira
José Augusto Guedes Teixeira (Lamego, 16 de Dezembro de 1843 – Paris, 2 de Fevereiro de 1890), 1.º visconde de Guedes Teixeira, foi um advogado, empresário agrícola e político.

## Biografia
Filho de José Teixeira Botelho, bacharel formado em Medicina pela Faculdade de Medicina da Universidade de Coimbra, e de sua mulher Maria José da Anunciação Guedes.
Obteve o grau de bacharel formado em Direito pela Faculdade de Direito da Universidade de Coimbra, foi advogado e proprietário, e exerceu diversos cargos públicos de relevo, entre os quais Presidente da Câmara Municipal de Lamego de 1868 a 1870 e de 1872 a 1876. Foi então o grande impulsionador da urbanização e progresso daquela cidade. Foi deputado às Cortes em 1875 e 1876, diretor das alfândegas do Porto e de Lisboa e Governador Civil do Distrito de Viseu, de 1881 a 1882, e do Distrito do Porto de 1883 a 1885.
Deixou testemunho em vários opúsculos que publicou sobre a sua visão em vários assuntos do foro político e económico.
O título de 1.º Visconde de Guedes Teixeira foi-lhe concedido, em sua vida, por Decreto de D. Luís I de Portugal de 23 de Janeiro de 1874.
Casou a 22 de Fevereiro de 1868 com Leopoldina de Queirós Guedes, filha de António Joaquim Guedes, comendador da Ordem Militar de Cristo, e de sua mulher Maria Leopoldina Teixeira de Queirós. Tiveram dois filhos e uma filha: Augusto Guedes Teixeira (28 de Dezembro de 1868), Leopoldina Ema Guedes Teixeira (11 de Janeiro de 1874) e o conhecido e notável poeta lírico Fausto Guedes Teixeira (1876-1940).